# 三崎事件
三崎事件（みさきじけん）は1971年12月に発生した殺人事件。

## 概要
1971年12月21日午後11時15分頃、神奈川県三浦市三崎町の食料品店で、店主（当時53歳）と妻（当時49歳）、娘（当時17歳）の3人が男に襲われた。店主は1階の事務室で妻は浴室で刺されそれぞれ即死、娘は階段付近で刺されて近くに助けを求めたところで倒れ、病院で死亡する事件が発生。2階窓から飛び降りた息子（当時14歳）が一家で唯一生き残った。
その日、横浜市で鮮魚店を経営していたA（当時44歳）が小刀を持ちながら商店を出ていくのを通行人に目撃されていた。Aは逃亡したが、事件から5日後に12月26日に殺人容疑で逮捕された。
取調べから2日後に犯行を自供したが、公判では犯行を否認した。一審は横浜地方裁判所横須賀支部で行われたが、検察側が凶器や返り血を浴びたはずの衣服、犯行時の履物の発見に失敗するなど物的証拠にかけたことから4年9月に及ぶ長期審理となった。1976年9月25日、横浜地方裁判所横須賀支部は目撃者の証言に証拠価値を認めてAに死刑判決を言い渡した。Aの足に機能障害があり、階段の上り下りができないという弁護側の主張は、事件後1年8か月経過した後の鑑定であり拘禁状態が続いた末の機能低下とも考えられ、十分に信頼できないとして却下した。
Aは控訴をするも、1984年12月18日に東京高等裁判所は控訴棄却。1990年10月16日に最高裁判所は上告を棄却し、Aは死刑が確定した。
Aは無罪を訴え、再審を請求していたが糖尿病や高血圧を患っており、2009年9月3日、収監先の東京拘置所で敗血症のため獄死。
その後第一次再審請求は2011年8月23日に横浜地裁横須賀支部（忠鉢孝史裁判長）で棄却された。弁護側は東京高裁へ即時抗告を行う方針。
2023年1月17日、Aの家族は3度目の再審請求を横浜地裁横須賀支部に申し立てた。

## 死刑囚の主張
Aの証言は以下の通り。
他に犯人が残したゴム靴の足跡（25.5cm～26cm）とAの足のサイズ（長さ27cm）が一致しないこと、唯一生存した息子が「もの凄い勢いで階段を駆け上がった犯人」を目撃したと証言しているが足の不自由（身体障害者手帳を所持していた）だったAと一致しない、唯一生存した息子は父親と雑談する犯人が煙草を吸うのを目撃してその煙草の吸殻が現場に残されたが血液型も不明のまま紛失となっているなどが冤罪の根拠となっている。そのため、Aは自分が犯人ではないとして再審請求していた。Aは死刑廃止も主張しており、「死刑囚からあなたに。」という本で「冤罪をなくすためには死刑廃止しかない」と主張していた。
Aの死去後も再審を支援する団体の活動は続けられており、2010年3月18日には横浜地方裁判所横須賀支部は、唯一の物証であるとされる、Aが持っていた大工道具袋に付着していた血液のDNA鑑定を行うことを決定（この血液は被害者と血液型が同じであり裁判では被害者の血液とされたが、A自身は自分の血液であると主張していた）。その後、鑑定結果により、大工道具袋の血液のDNAはAのDNAとは異なることが判明し、Aや弁護側の主張は否定された。

## 関連文献等
- 片岡健編『絶望の牢獄から無実を叫ぶ　―冤罪死刑囚八人の書画集―』鹿砦社、2016年。ISBN 4846310906 - Aが死刑確定後、支援者らの発行していた小冊子「潮風」に寄稿していた手記が掲載されている。